# Riferimento (linguistica)
In linguistica e in filosofia del linguaggio, il riferimento (o referenza) è il rapporto tra un segno (ivi compresa qualsiasi espressione linguistica) e il "referente" o "denotazione", cioè la realtà extralinguistica (non importa se contenuto mentale o oggetto concreto) che esso designa.

## Storia
Già gli stoici avevano delineato la nozione. La suppositio medievale può essere intesa come una teoria del riferimento relativa ai sintagmi nominali.
In epoca moderna, il filosofo inglese John Stuart Mill (1806-1873), in A System of Logic: Ratiocinative and Inductive, prima edizione del 1843, distinse tra termini connotativi e denotativi. I primi si riferiscono a ciò che designano in forza di un attributo relativo alla cosa designata: così 'bianco' si riferisce alle cose bianche per il tramite dell'attributo della bianchezza. I secondi designano direttamente la cosa designata (è il caso dei nomi propri).
Per il filosofo tedesco Gottlob Frege (1848-1925), anche nel caso dei nomi propri il riferimento risulta mediato: il senso di ogni espressione "contiene il modo in cui l'oggetto viene dato" (Senso e significato, Über Sinn und Bedeutung, 1892). Peraltro, secondo Frege, non ogni espressione sensata implica un riferimento.
Nel Novecento, il filosofo statunitense Saul Kripke ha criticato la posizione di Frege e, richiamandosi a Mill, ha affermato che esiste un rapporto diretto tra il nome proprio e il suo designato. Per Kripke come per il filosofo statunitense Hilary Putnam (1926-2016), il riferimento non è instaurato, nel nome proprio, da elementi descrittivi, ma da un atto di battesimo, che si trasmette tra i parlanti, ciascuno dei quali è attento a conformarsi ad un uso stabilito, con l'obbiettivo di garantire la catena di interazioni reali con l'interlocutore.